# 웨이크 온 랜

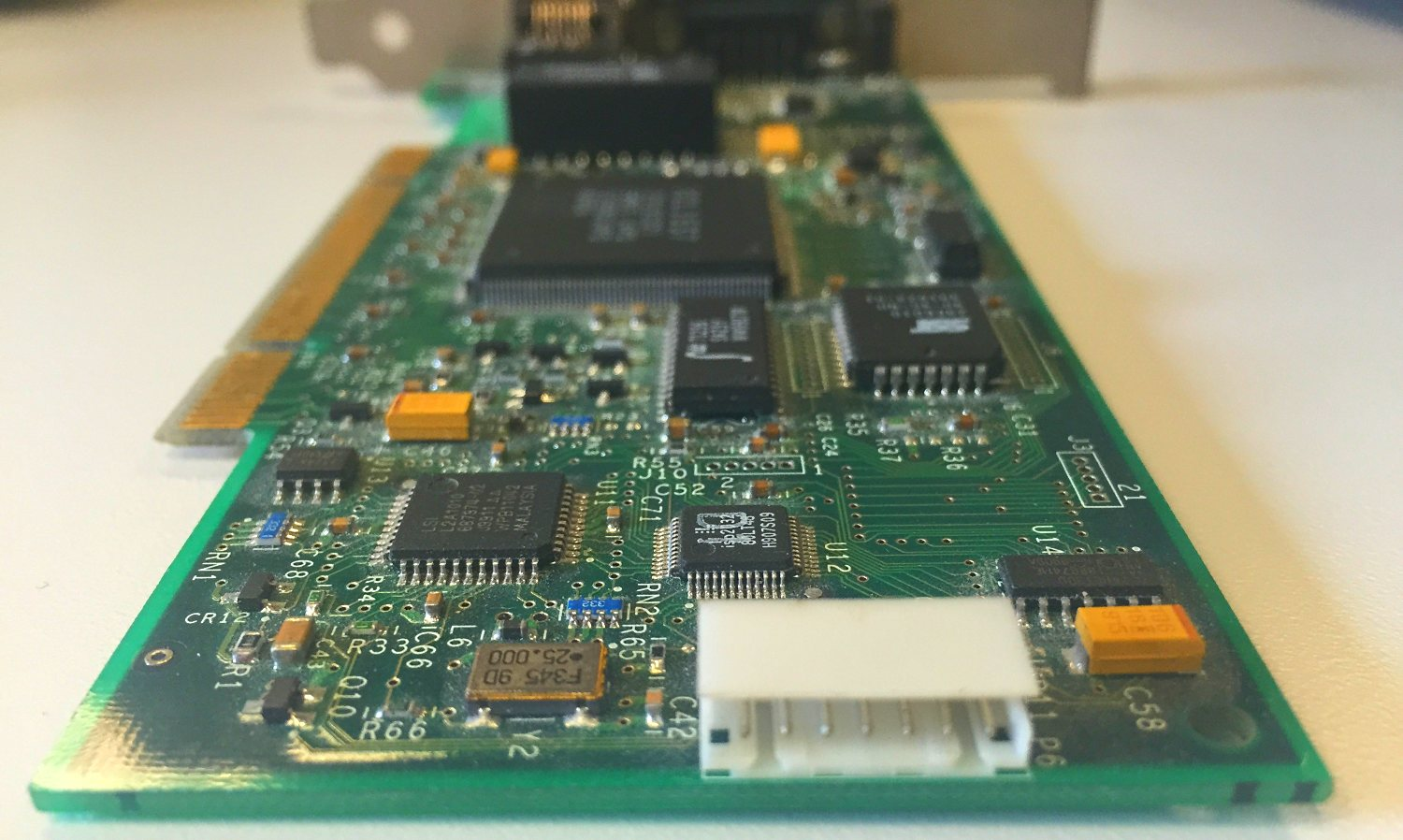
IBM PCI 토큰링 어댑터 2에 보이는 물리적인 웨이크 온 랜 단자 (흰색 부분).

웨이크 온 랜(Wake-on-LAN, WOL)은 네트워크 메시지를 보냄으로써 컴퓨터의 전원을 켜거나 절전 모드에서 깨어나게 하는 이더넷 컴퓨터 네트워킹 표준이다.
이 메시지는 일반적으로 동일 근거리 통신망(LAN)의 다른 컴퓨터에서 실행되는 프로그램이 송신한다. 서브넷 다이렉트 브로드캐스트(subnet directed broadcasts)나 WOL 게이트웨이 서비스를 이용하여 다른 네트워크로부터 메시지를 초기화하는 것도 가능하다. 이 용어는 영어 낱말로서 wake on WAN, remote wake-up, power on by LAN, power up by LAN, resume by LAN, resume on LAN, wake up on LAN으로도 부른다. 와이파이를 통해 통신하여 컴퓨터를 깨우려면 WoWLAN(Wake on Wireless LAN)이라는 부가 표준을 이용하여야 한다.
WOL, WoWLAN 표준은 프로토콜 투명 주문형 서비스(protocol-transparent on-demand services)를 제공하는 업체들이 이따금 추가 제공하는데, 이를테면 애플 봉주르의 웨이크 온 디맨드(wake-on-demand, 슬립 프록시/Sleep Proxy) 기능을 들 수 있다.

## 역사
1996년 10월, 인텔과 IBM은 AMA(Advanced Manageability Alliance)를 창설하였다. 1997년 4월 이 동맹은 웨이크 온 랜 기술을 선보였다.
웨이크 온 랜(Wake on LAN)이라는 용어는 IBM사의 상표이다.

## 참조
1. ↑  Wake on Wireless LAN, By Andrew vonNagy, November 8, 2010,Revolution Wi-Fi Blog
2. ↑  Glenn Fleishman (2009년 8월 28일). “Wake on Demand lets Snow Leopard sleep with one eye open”. Macworld.com. 2009년 9월 16일에 원본 문서에서 보존된 문서. 2009년 9월 15일에 확인함. How it works", "Energy Saver preference pane
3. ↑  Intel, IBM Strike Deal to Lower PC Ownership Costs 보관됨 2012-10-19 - 웨이백 머신, By Kristi Essick, Oct 31, 1996, PC World
4. ↑  IBM Announces Universal Management in Alliance with Intel Enhances PC Managebility
5. ↑  IBM copyright notice for the term "Wake on LAN"